# پاسخ (مجموعه تلویزیونی)
پاسخ (به انگلیسی: Reply، به کره‌ای: 응답하라) یک مجموعه تلویزیونی آنتولوژی محصول کره جنوبی به کارگردانی شین ون-هو و نویسندگی لی وو-جونگ است که نخستین بار در سال ۲۰۱۲ در شبکه کابلی تی‌وی‌ان پخش شد. داستان این سریال حول یک گروه از دوستان می‌چرخد، به طوری که محور زمانی سریال بین گذشته و حال آن‌ها به عقب و جلو حرکت می‌کند.

## فصل ها

### فصل ۱: پاسخ به ۱۹۹۷
داستان این سریال در سال ۱۹۹۷ اتفاق می افتد و مربوط به یک دانش آموز دختر دبیرستانی به نام شی-ون است، که او و ۵ دوست دبیرستانی اش در بوسان، گروه موسیقی پسرانه اچ.او.تی. را میپرستند. همانطور که محور زمانی به عقب و جلو حرکت می کند بین گذشته به عنوان دبیرستانی ۱۸ ساله و حال به عنوان ۳۳ ساله در مراسم تجدید دیدار دبیرستان در سال ۲۰۱۲، یک زوج اعلام میکنند که قرار است ازدواج کنند.

### فصل ۲: پاسخ به ۱۹۹۴
داستان این سریال در سال ۱۹۹۴ اتفاق میفتد، ۶ دانشجو از شهرهای مختلف در یک پانسیون در سینچون، سئول که توسط یک زن و شوهر و دخترشان نا-جونگ اداره می‌شود، باهمدیگر زندگی میکنند. محور زمانی سریال به عقب و حلو حرکت می‌کند بین گذشته در ۱۹۹۴ و حال در سال ۲۰۱۳، اینکه بینندگان حدس بزنند چه کسی در میان شخصیت های مرد، شوهر نا-جونگ خواهد شد. این سریال رویدادهای فرهنگ عامه را که بین ۱۹۹۴ و سال های بعد اتفاق افتاده است از جمله ظهور گروه تاثیرگذار کی-پاپ به نام سو ته‌جی اند بویز و لیگ بسکتبال کره (کی‌بی‌اِل) را دنبال می‌کند. 

### فصل ۳: پاسخ به ۱۹۸۸
داستان این سریال در سال ۱۹۸۸ اتفاق میفتد، حول محور پنج دوست و خانواده های آنها است که در محله سسانگمون-دونگ، بخش دوبونگ، در شمال سئول زندگی می کنند، و برای جان سالم به در بردن از چالش های دوران نوجوان شان، به یکدیگر تکیه می‌کنند تا آینده‌شان را بسازند. سونگ دوک-سون (لی هه-ری) در حالی که بار رتبه ۹۹۹ خود را در مدرسه به دوش می کشد، به عنوان فرزند میانی در خانواده فقیر خود تلاش می‌کند تا مورد توجه قرار گیرد. کیم جونگ-هوان (ریو جون-یئول) دارای خانواده ای است که یک شبه ثروتمند شدند. سونگ سون-وو (گو کیونگ-پیو) یک دانش آموز عالی، رئیس شورای دانش آموزی و یک پسر دلسوز و قابل اعتماد در خانواده اش است. ریو دونگ-ریونگ (لی دونگ-هی) یک فرد کم معاشرت و عجیب غریب است که اطلاعات بیشتری در مورد دختران می‌داند و زندگی اش بهتر از بقیه دوستانش است اما نمره علمی او ضعیف است. چوی تک (پارک بوگوم) یک بازیکن نابغه‌ی بادوک که ترک تحصیل کرد تا بتواند در این زمینه حرفه‌ای شود.